# كأس العراق 1979–80
فاز بهذه النسخة من بطولة لكأس العراق نادي الجيش بعد فوزه في المباراة النهائية على نادي الطلبة بركلات الترجيح.

## الجولة الأولى
أقيمت هذه الجولة بطريقة التسقيط الفردي واشتركت فيها فرق الدرجة الثانية.

## الجولة الثانية
أقيمت هذه الجولة بين الفرق المترشحة من الجولة الأولى.

## الجولة الثالثة (ثمن النهائي)
أقيمت المباريات يوم 1 نوفمبر 1979 ومن بين أهم النتائج:
- نادي الطيران × نادي الأمانة (0-1)
- نادي الزوراء × نادي الصناعة (6-0)

## ربع النهائي
أقيمت أول مباريات هذه الجولة يوم 2 نوفمبر 1979:
- نادي الشرطة × نادي الجيش (0-1) - 2 نوفمبر
- نادي صلاح الدين × نادي الأمانة (0-2) - 3 نوفمبر
- نادي الميناء × نادي الزوراء (0-1) - 4 نوفمبر
- نادي التجارة × نادي الطلبة (0-3) - 5 نوفمبر

## نصف النهائي
- نادي الأمانة × نادي الجيش (2-4) - 6 نوفمبر
- نادي الزوراء × نادي الطلبة (0-1) - 7 نوفمبر

## المباراة النهائية
أقيمت المباراة النهائية يوم 8 شباط 1980 وانتهت بفوز نادي الجيش على نادي الطلبة بركلات الترجيح (4-2) بعد انتهاء الوقتين الأصلي والإضافي بالتعادل (1-1).